# Unnar
Unnar är ett isländskt mansnamn. 31 december 2022 hade namnet totalt 11 bärare i Sverige, varav 7 av dessa har Unnar som tilltalsnamn.